# Enosburgh
Enosburgh (ˈiːnəsbɜrɡ) ist eine Town im Franklin County des Bundesstaates Vermont in den Vereinigten Staaten mit 2.810 Einwohnern(laut Volkszählung 2020).

## Geografie

### Geografische Lage
Enosburgh liegt am Mittellauf des Missisquoi River, der etwa 30 km weiter westlich in den Lake Champlain mündet. Im östlichen Teil des Franklin Countys. Der Missisquoi River durchfließt in westlicher Richtung den nördlichen Teil der Town. Er hat viele kleine Bäche als Zuflüsse. Zentral gelegen finden sich einige kleinere Seen, wie der Adams Pond. Die Oberfläche der Town ist leicht hügelig, die höchste Erhebung ist der Leach Hill.

### Nachbargemeinden
Alle Entfernungen sind als Luftlinien zwischen den offiziellen Koordinaten der Orte aus der Volkszählung 2010 angegeben.
- Norden: Berkshire, 3,9 km
- Nordosten: Richford, 17,1 km
- Osten: Montgomery, 16,2 km
- Süden: Bakersfield, 4,4 km
- Südwesten: Fairfield, 19,9 km
- Westen: Sheldon, 19,0 km
- Nordwesten: Franklin, 17,1 km

### Stadtgliederung
Die Town ist in mehrere Siedlungskerne aufgeteilt, deren größter, das Village Enosburg Falls, um einige Stromschnellen im Flusslauf errichtet ist und einige Bauwerke aufweisen kann, die im National Register of Historic Places aufgeführt sind. Weitere Siedlungsbereiche sind Bordoville, East Enosburgh, North Enosburgh, Samsonville, West Enosburgh und Enosburgh Center.

### Klima
|                       | Jan   | Feb   | Mär  | Apr  | Mai  | Jun  | Jul  | Aug  | Sep  | Okt  | Nov  | Dez   |   |      |
| Mittl. Tagesmax. (°C) | −2,4  | −1,3  | 4,5  | 12,4 | 19,8 | 24,4 | 26,8 | 25,6 | 21,5 | 15,1 | 7,1  | −0,2  | ⌀ | 12,8 |
| Mittl. Tagesmin. (°C) | −15,1 | −14,8 | −7,9 | −0,6 | 5,5  | 10,7 | 13,4 | 12,1 | 8,1  | 2,4  | −2,9 | −10,9 | ⌀ | 0,1  |
|                       |       |       |      |      |      |      |      |      |      |      |      |       |   |      |
| Niederschlag (mm)     | 61    | 55    | 68   | 77   | 92   | 107  | 115  | 106  | 100  | 96   | 94   | 72    | Σ | 1043 |
|                       |       |       |      |      |      |      |      |      |      |      |      |       |   |      |
| Regentage (d)         | 12    | 11    | 11   | 12   | 13   | 13   | 13   | 12   | 11   | 12   | 14   | 13    | Σ | 147  |

| −15,1 |

| −14,8 |

| −7,9 |

| −0,6 |

| 5,5 |

| 10,7 |

| 13,4 |

| 12,1 |

| 8,1 |

| 2,4 |

| −2,9 |

| −10,9 |

| −15,1 |

| −14,8 |

| −7,9 |

| −0,6 |

| 5,5 |

| 10,7 |

| 13,4 |

| 12,1 |

| 8,1 |

| 2,4 |

| −2,9 |

| −10,9 |

Die mittlere Durchschnittstemperatur in Enosburgh liegt zwischen −8,7 °C im Januar und 20,1 °C im Juli. Damit ist der Ort gegenüber dem langjährigen Mittel Vermonts im Sommer um etwa 0,5 Grad wärmer, während er in den Wintermonaten im Mittel liegt. Die Schneefälle zwischen Oktober und Mai (mit den Spitzenwerten von 54,4 cm, 56,9 cm und 55,4 cm im Dezember, Januar und Februar) liegen mit durchschnittlich 2,5 Metern mehr als doppelt so hoch wie die mittlere Schneehöhe in den USA. Die tägliche Sonnenscheindauer liegt am unteren Rand des Wertespektrums der USA, im Zeitraum September bis Dezember zum Teil deutlich darunter.

## Geschichte

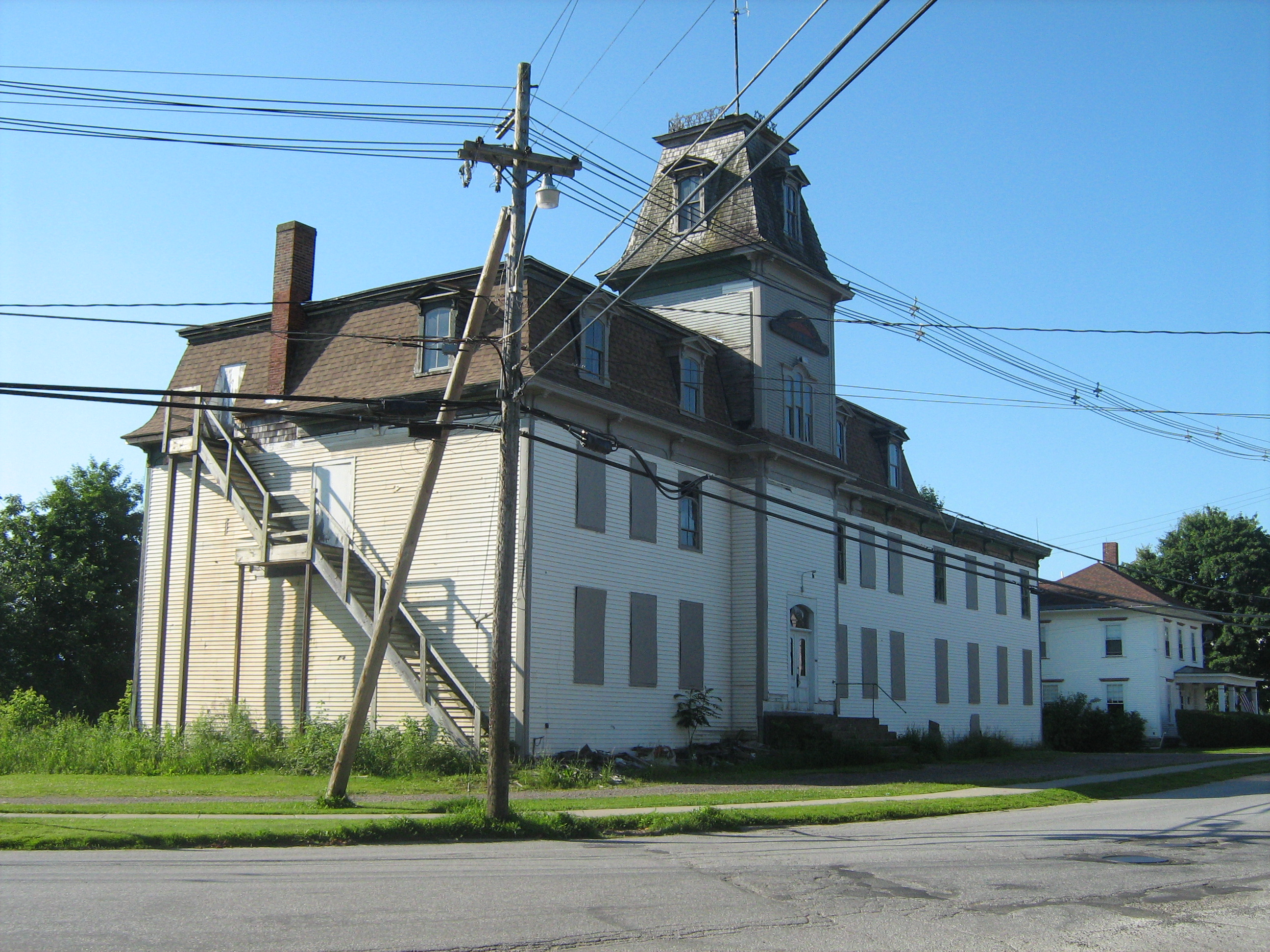
Dr. B. J. Kendall Company

Der Grant für Enosburgh wurde am 12. März 1780 ausgerufen und am 15. Mai 1780 an General Roger Enos und weitere vergeben. Der Ort wurde 1780 zusammen mit fünf anderen Orten der Umgebung (Berkshire, Richford, Montgomery, Wyllis – heute: Jay – und Westfield) gegründet, um die Kosten für die Vermonter Streitkräfte erwirtschaften zu helfen. Benannt wurde Enosburgh nach dem Nehmer des Grants, General Roger Enos, der sich um 1775 hierher ins Privatleben zurückzog. Enos war der Schwiegervater von Ira Allen. Die Besiedlung startete 1797, zu den ersten Siedlern gehörten Amos Fasett und Stephan House. Die konstituierende Versammlung der Town fand 1798 statt.
Als Dr. B.J. Kendall in Enosburgh seine Pferdeklinik für die Heilung von an Spat erkrankten Pferden errichtete, erlebte die Town eine Blüte.

### Religionen
In der Stadt sind vier verschiedene Glaubensgemeinschaften angesiedelt: Die Baptisten, die episkopale Kirche und die römisch-katholische Kirche sind mit je einer Gemeinde vertreten, die Methodisten mit zwei (je eine in Enosburgh Falls und West Enosburgh).

### Einwohnerentwicklung
| Jahr      | 1800  | 1810  | 1820  | 1830  | 1840  | 1850  | 1860  | 1870  | 1880  | 1890  |
| --------- | ----- | ----- | ----- | ----- | ----- | ----- | ----- | ----- | ----- | ----- |
| Einwohner | 143   | 704   | 932   | 1.560 | 2.022 | 2.009 | 2.066 | 2.077 | 2.213 | 2.299 |
| Jahr      | 1900  | 1910  | 1920  | 1930  | 1940  | 1950  | 1960  | 1970  | 1980  | 1990  |
| Einwohner | 2.054 | 2.212 | 2.231 | 2.093 | 2.082 | 2.101 | 1.966 | 1.918 | 2.070 | 2.535 |
| Jahr      | 2000  | 2010  | 2020  | 2030  | 2040  | 2050  | 2060  | 2070  | 2080  | 2090  |
| Einwohner | 2.788 | 2.781 | 2.810 |       |       |       |       |       |       |       |

## Wirtschaft und Infrastruktur

### Verkehr
Durch den Norden der Town, dem Verlauf des Missisqoui Rivers folgend, verläuft in westöstlicher Richtung die Vermont Route 105 von Richford nach Sheldon. Die Vermont Route 108 verläuft in nordsüdlicher Richtung, von Berkshire im Norden nach Bakersfield im Süden. Sie kreuzen sich in Enosburgh Falls. Es gibt keine Station der Amtrak in Enosburgh. Die nächste befindet sich in St. Albans.

### Öffentliche Einrichtungen
Neben den üblichen städtischen Einrichtungen und einer öffentlichen Bibliothek verfügt Enosburgh über keine öffentlichen Einrichtungen. Das nächstgelegene Krankenhaus ist das Northwestern Medical Center in Saint Albans.

### Bildung
Enosburgh gehört mit Bakersfield, Berkshire, Montgomery und Richford zur Franklin Northeast Supervisory Union. Die Enosburgh Falls Elementary School bietet Schulklassen vom Preschool bis zum fünften Schuljahr. Die Enosburg Falls Middle School bietet die weiterführenden Klassen bis zum achten Schuljahr an und die Enosburg Falls High School ist als weiterführende Schule vor Ort.
Größere Colleges finden sich in Colchester und Winooski; der nächstgelegene Standort einer Universität ist Burlington.
Die Enosburgh Public Library befindet sich an der Main Street. Das Gebäude der Bibliothek wurde 1983 errichtet. Das Land, auf dem das Gebäude errichtet wurde, wurde der Town geschenkt.

## Persönlichkeiten

### Söhne und Töchter der Stadt
- John F. Follett (1831–1902), Politiker und Abgeordneter des US-amerikanischen Repräsentantenhauses.

### Persönlichkeiten, die vor Ort gewirkt haben
- Horace Eaton (1804–1855), Gouverneur des Bundesstaates Vermont. Arbeitete hier in der Arztpraxis seines Vaters.
- Roger Enos (1729–1808), Politiker und General der Miliz von Vermont